# إيفان ديفيدوف
إيفان ألكساندروف ديفيدوف (بالبلغارية: Иван Александров Давидов)‏ مواليد 5 أكتوبر 1943 في صوفيا - الوفاة 19 فبراير 2015 في صوفيا، هو لاعب كرة قدم بلغاري سابق كان يلعب في مركز خط الوسط. سبق له أن لعب في كأس العالم لكرة القدم مع منتخب بلاده في مونديال عام 1966 ومونديال عام 1970.

## المسيرة المهنية
بدأ ديفيدوف حياته المهنية في سن السادسة عشرة في عام 1961 مع نادي سبارتاك صوفيا، قبل أن ينتقل إلى نادي سلافيا صوفيا في عام 1962. أمضى 10 مواسم من حياته الكروية مع نادي سلافيا صوفيا، حتى تقاعده في عام 1971. في سجله ثلاثة كؤوس بلغارية (1963 و1964 و1966). كما لعب في بطولة كأس الكؤوس الأوروبية لعام 1967، حيث وصل إلى الدور نصف النهائي. توفي في 19 فبراير 2015 في صوفيا عن عمر يناهز 71 عامًا.

## المنتخب الوطني
لعب ما مجموعه 11 مباراة مع منتخب كرة القدم البلغاري. ظهر لأول مرة في 23 أبريل 1964 في مباراة ضد يونين سوفيتيكا، وهي مباراة ودية انتهت بنتيجة 1-0 لصالح الفريق السوفيتي. وكانت مباراته الثانية في كأس العالم في مونديال عام 1966 ضد منتخب هنغاريا، حيث أحرز هدفًا. في عام 1967، في مباراة تأهيلية لدورة الألعاب الأولمبية عام 1968 في المكسيك ضد منتخب تركيا، حيث سجل هدفه الوحيد مع المنتخب الوطني. ولعب آخر مباراة دولية ضد منتخب بيرو، في إحدى مباريات كأس العالم لكرة القدم عام 1970.

## الأندية
| النادي             | البلد   | السنة       | المباريات | الأهداف |
| ------------------ | ------- | ----------- | --------- | ------- |
| نادي سبارتاك صوفيا | بلغاريا | 1961 - 1962 |           |         |
| نادي سلافيا صوفيا  | بلغاريا | 1962 - 1971 | 201       | 12      |

## الجوائز والميداليات

### البطولات الوطنية
| اللقب       | النادي            | البلد   | السنة |
| ----------- | ----------------- | ------- | ----- |
| كأس بلغاريا | نادي سلافيا صوفيا | بلغاريا | 1963  |
| كأس بلغاريا | نادي سلافيا صوفيا | بلغاريا | 1964  |
| كأس بلغاريا | نادي سلافيا صوفيا | بلغاريا | 1966  |

## المسيرة الاحترافية

### أندية لعب لها
- سبارتك صوفيا
- سلافيا صوفيا[5][4]

## روابط خارجية
- إيفان ديفيدوف على موقع الاتحاد الدولي (مؤرشف)  (الإنجليزية)
- إيفان ديفيدوف على موقع قاعدة بيانات كرة القدم.إي يو (الإنجليزية)
- إيفان ديفيدوف على موقع بيانات كرة القدم. دي إي (الألمانية)
- إيفان ديفيدوف على موقع ناشيونال فوتبول تيمز (الإنجليزية)
- إيفان ديفيدوف على موقع عالم كرة القدم.نت (الإنجليزية)

- الملف الشخصي